# Masaya Shibayama
Masaya Shibayama (柴山 昌也 Shibayama Masaya?), född 2 juli 2002 i Gunma prefektur, är en japansk fotbollsspelare.
Shibayama började sin karriär 2020 i Omiya Ardija.